# Methacrylsäuredodecylester
Methacrylsäuredodecylester ist eine chemische Verbindung aus der Gruppe der Carbonsäureester.

## Gewinnung und Darstellung
Methacrylsäuredodecylester kann durch die Umesterung von Methacrylsäuremethylester mit 1-Dodecanol in Gegenwart von Phosphorigsäure in 99 % Ausbeute hergestellt werden.

## Eigenschaften
Methacrylsäuredodecylester ist eine brennbare, schwer entzündbare, farblose bis gelbliche Flüssigkeit mit schwach fruchtigem Geruch, die schwer löslich in Wasser ist. Sie ist chemisch instabil und kann polymerisieren. Zur Stabilisation kommt sie mit einer geringen Menge an Hydrochinonmonomethylether in den Handel.

## Verwendung
Methacrylsäuredodecylester wird als Reaktivverdünner bei der radikalischen Strahlenhärtung und als Comonomer für die Herstellung von Acrylharzen verwendet.